# Afrikaspiele 2019/Leichtathletik – 4 × 400 m der Männer
Die 4-mal-400-Meter-Staffel der Männer bei den Afrikaspielen 2019 fand am 30. August im Stade Moulay Abdallah in Rabat statt.
Acht Mannschaften nahmen an dem Wettbewerb teil. Die Goldmedaille gewann Botswana mit 3:02,55 min, Silber ging an Südafrika mit 3:03,18 min und die Bronzemedaille gewann Nigeria mit 3:03,42 min.

## Rekorde
| Weltrekord        | Vereinigte Staaten Andrew Valmon, Quincy Watts Harry Reynolds, Michael Johnson | 2:54,29 min | Weltmeisterschaften in Stuttgart, Deutschland | 22. August 1993    |
| Rekord der Spiele | Kenia Raymond Kibet, Alex Sampao Kiprono Koskei, Boniface Mweresa              | 3:00,34 min | Afrikaspiele in Brazzaville, Republik Kongo   | 17. September 2015 |

## Finale
30. August 2019, 18:05 Uhr
| Platz | Bahn | Land      | Athleten                                                                         | Zeit (min) |
| ----- | ---- | --------- | -------------------------------------------------------------------------------- | ---------- |
|       | 1    | Botswana  | Zibane Ngozi Ditiro Nzamani Onkabetse Nkobolo Leungo Scotch                      | 3:02,55    |
|       | 7    | Südafrika | Gardeo Isaacs Ranti Dikgale Thapelo Phora Derrick Mokaleng                       | 3:03,18    |
|       | 5    | Nigeria   | Shedrack Akpeki Samson Oghenewegba Nathaniel Ifeanyi Emmanuel Ojeli Chidi Okezie | 3:03,42    |
| 4     | 3    | Kenia     | Mike Mokamba Joseph Poghisio Loshangar Aron Kipchumba Koech Alphas Kishoyian     | 3:05,71    |
| 5     | 6    | Senegal   | Frédéric Mendy Mouhamadou Bamba Niang Cheikh Tidiane Diouf Ibrahima Mbengue      | 3:07.08    |
| 6     | 4    | Namibia   | Thasiso Aochumub Gideon Ernst Narib Alexander Bock Warren Goreseb                | 3:10,12    |
| 7     | 2    | Äthiopien | Ephrem Mekonnen Assefa Melkamu Amduraman Abdo Busa Mustefa Edao                  | 3:11,58    |
| 8     | 8    | Simbabwe  | Leon Tafirenyika Nyasha Keith Mutsetse Rodwell Ndlovu Norman Mukwada             | 3:12,41    |